# Кондрашук, Семён Петрович
Семён Петрович Кондрашук  (1876 — ?) — крестьянин, депутат Государственной думы I созыва от Гродненской губернии. 

## Биография
Белорус, православный. Происходил из крестьян, родился в 1876 году  в деревне Стреки Житинской волости Кобринского уезда Гродненской губернии. Образование начальное.  В течение 2 лет был преподавал грамоту в школе. Занимался хлебопашеством. По политическим убеждениям был близок к партии кадетов.
26 марта 1906 избран в Государственную думу I созыва от съезда уполномоченных волостей Гродненской губернии. Состоял в Трудовой группе. Выступил против плана предоставления автономии Польше, предложенного Польским коло. Подписал законопроект «О гражданском равенстве» и заявление об образовании местных земельных комитетов. Выступая в Думе по аграрному вопросу, сказал: «Мы должны отречься от своей священной неприкосновенности собственности и должны сказать: земля принадлежит трудящимся на ней крестьянам, и должны как можно скорее дать доступ к земле, чтобы успокоить тот пожар, который уже поднимается в нашей России».
После роспуска Думы вернулся на родину, но был избит земляками за «возвращение из Думы без земли».
Дальнейшая судьба и дата смерти неизвестны.